# Čierne Pole
Čierne Pole – wieś (obec) na Słowacji położona w kraju koszyckim, w powiecie Michalovce. Pierwsze wzmianki o miejscowości pochodzą z roku 1700. 
Według danych z dnia 31 grudnia 2012, wieś zamieszkiwało 300 osób, w tym 157 kobiet i 143 mężczyzn.
W 2001 roku rozkład populacji względem narodowości i przynależności etnicznej wyglądał następująco:
- Słowacy – 94,22%
- Ukraińcy – 0,91%
- Węgrzy – 4,26%

Ze względu na wyznawaną religię struktura mieszkańców kształtowała się w 2001 roku następująco:
- Katolicy rzymscy – 69,6%
- Grekokatolicy – 24,62%
- Ewangelicy – 0,3%
- Prawosławni – 1,52%
- Nie podano – 2,43%